# 捷克爱乐乐团
捷克爱乐（捷克語：Česká filharmonie）是一支捷克的交响乐团。乐团成立于1896年。它的原始成员来自布拉格国家歌剧院。1901年乐团独立，1945年被国有化。1946年，乐团出席第一届布拉格之春国际音乐节以庆祝其成立五十周年纪念。
乐团的第一场音乐会由捷克音乐家德沃夏克指挥。而它与其他捷克音乐家的关系也非常密切，如斯美塔纳，扬那切克和马替奴。2006年一次由法国杂志《音乐世界》進行的调查，被评为欧洲十大乐团第九位。
乐团曾和很多有名的指挥家合作，如理查德·施特劳斯、欣德米特、卡拉扬、伯姆、梅塔、馬克拉斯和霍內克等。總監或首席指揮則經常由捷克本國人擔任，現任首席指揮為谢苗·毕契科夫。

## 歷史
承前言，最初是做為布拉格國家劇院的樂團進行演出活動。1896年1月4日，德沃夏克指揮樂團演出自己的作品，這是第一場正式的演出紀錄。1901年之後樂團自劇院獨立，10月15日的演出由切兰斯基指揮，他是捷克愛樂的首任總監。1908年，馬勒率樂團首演了自己的第7號交響曲。

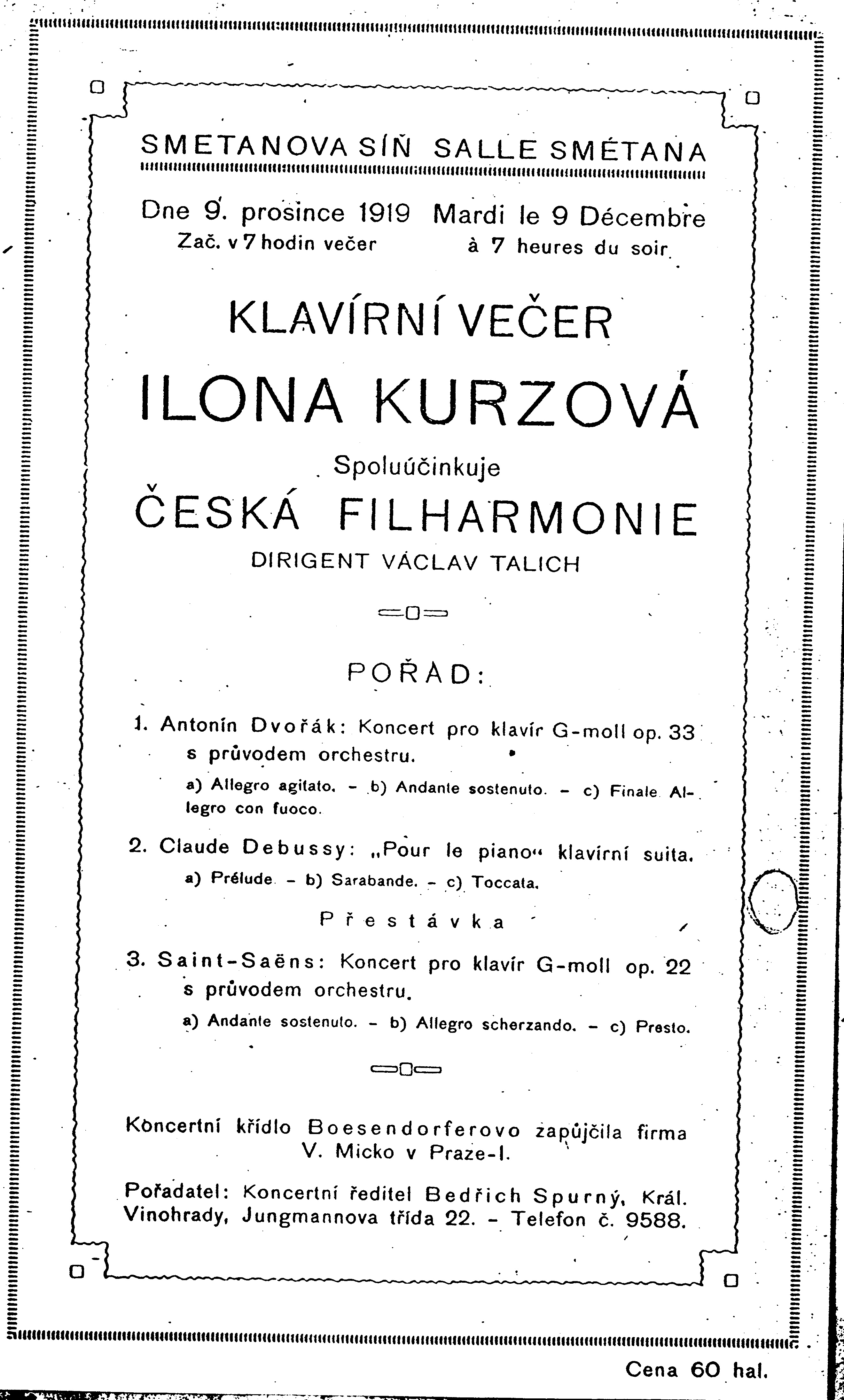
瓦茨拉夫·塔利奇指揮的節目單，曲目有安东宁·德沃夏克的鋼琴協奏曲等

两战期间，乐团名声鹊起，当时领导乐团的是指挥家塔利奇，繼任的是库贝里克、安塞尔和纽曼等著名捷克指揮。贝洛拉维克曾二度出任首席指挥，他曾經在1991年遭到解雇，2012年回任。
2015年，樂團將官方的英文名稱「捷克愛樂樂團」（Czech Philharmonic Orchestra）變更為「捷克愛樂」（Czech Philharmonic）。2022年9月，捷克愛樂樂團宣布與首席指揮畢契科夫續約，他的任期將延長至2028年為止。

## 獲獎與榮譽
捷克愛樂樂團得過許多獎項，包括有十項查爾斯克羅斯學院音樂大獎、五項法國學院音樂大獎以及多項坎城古典音樂獎。捷克愛樂樂團於2005年獲得葛萊美獎提名，並與帕維爾·什捷潘（Pavel Štěpán）、茲德涅克·馬卡爾（Zdeněk Mácal）和瓦茨拉夫·諾依曼（Václav Neumann）一起獲得兩項維也納弗洛特努爾獎（1971年和1982年）。在《留聲機》雜誌2008年的一項調查中，該樂團被評選為全球20個最佳交響樂團之一。

## 代表人物

### 历任首席指挥
- 路德维克·切兰斯基（1901年－1903年）
- 维莱姆·泽马内克（捷克語：Vilém Zemánek）（1903年－1918年）
- 瓦茨拉夫·塔利奇（英语：Václav Talich）（1919年－1931年）
- 瓦茨拉夫·塔利奇（1933年－1941年）
- 拉斐尔·库贝利克（1942年－1948年）
- 卡雷尔·舍纳（英语：Karel Šejna）（1950年）
- 卡雷尔·安塞尔（英语：Karel Ančerl）（1950年－1968年）
- 瓦茨拉夫·诺伊曼（1968年－1989年）
- 吉里·贝洛拉维克（1990年－1992年）
- 格尔德·阿尔布雷希特（1993年－1996年）
- 弗拉基米尔·阿什肯纳齐（1996年－2003年）
- 兹德涅克·马卡尔（2003年－2007年）
- 伊利亚胡·殷巴尔（2009年－2012年）
- 吉里·贝洛拉维克（2012年－2017年）
- 谢苗·毕契科夫（2018年迄今）

### 客座指揮
- 雅庫布·赫魯薩（英语：Jakub Hrůša）
- 西蒙·拉特尔

## 作品節選

### 錄音
捷克愛樂最早的錄音可以追溯至1929年，由塔利奇指揮的史麥塔納《我的祖國》。

## 外部連結
- 官方网站
- 捷克爱乐乐团的Discogs页面（英文）